# Acrataula catapachna
Acrataula catapachna is een vlinder van de familie van de stippelmotten (Yponomeutidae). De wetenschappelijke naam van deze soort is voor het eerst voorgesteld door Edward Meyrick in een publicatie uit 1921.
De soort komt voor in Zuid-Afrika.